# ランガラ・49番アベニュー駅
ランガラ・49番アベニュー駅（英:Langara-49th Avenue Station）は、カナダ・ブリティッシュコロンビア州・バンクーバーにある、スカイトレイン カナダ・ライン の駅である。

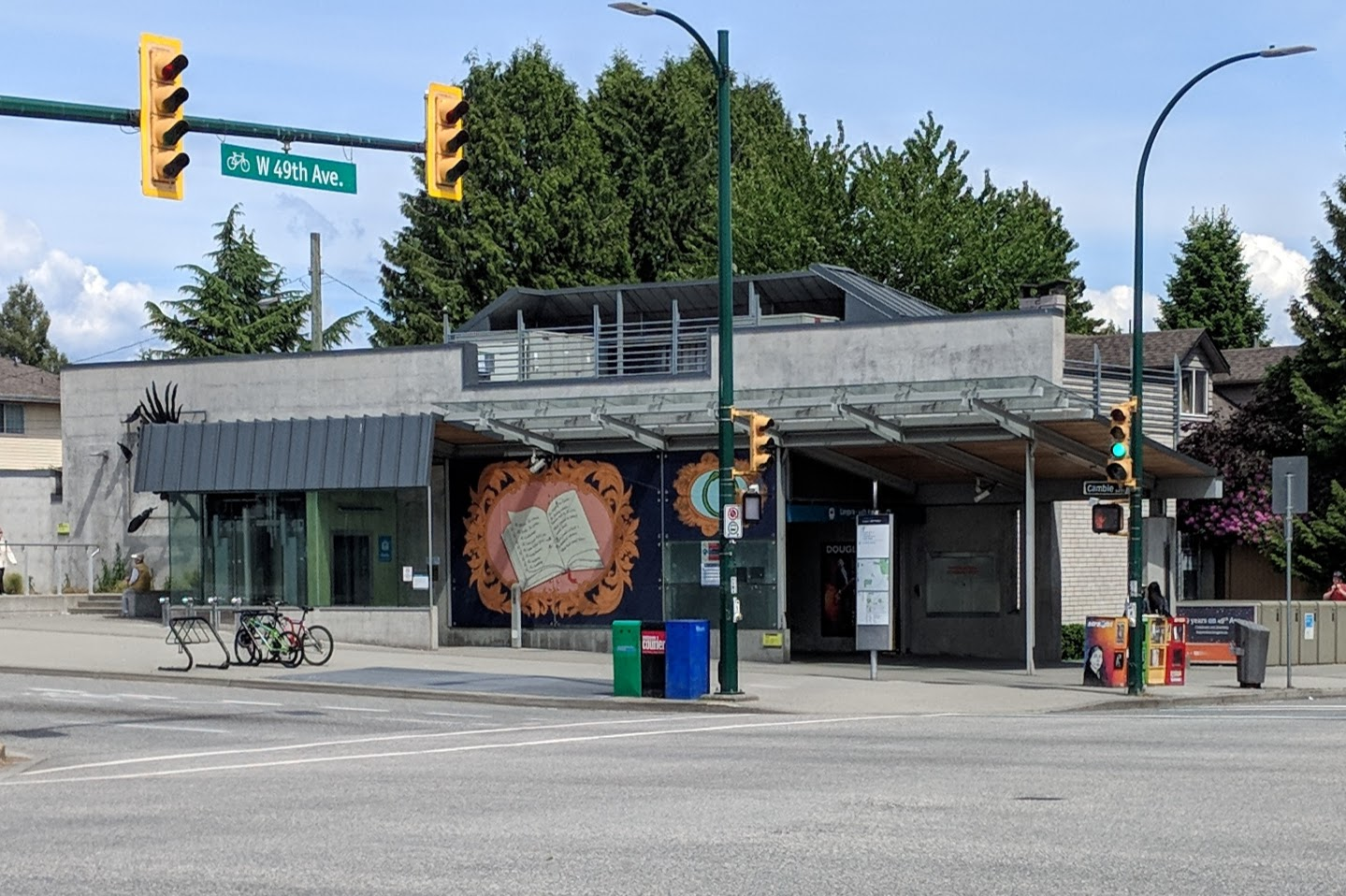
ランガラ・49番アベニュー駅玄関

## 歴史
- 2009年8月17日：カナダ・ラインの駅として開業[1]。
- 2016年1月 - ICカード「コンパスカード」の利用が可能となる[2]。

## 駅構造
相対式ホーム2面1線を有する地下駅である。
| ホーム | 路線          | 行先                             |
| ------ | ------------- | -------------------------------- |
| 上り   | ■カナダライン | ウォーターフロント駅方面         |
| 下り   | ■カナダライン | リッチモンド・ブリグハウス駅方面 |
| 下り   | ■カナダライン | YVRエアポート駅方面              |

## 駅周辺
施設
- ランガラ・カレッジ
- ランガラ・ゴルフ場

バス路線
スカイトレインが運行しない深夜には夜行バスN15が運行しており。
| ホーム | 路線                                                               |
| ------ | ------------------------------------------------------------------ |
| 1      | 15 系統・オリンピックビレッジ駅 N15 系統・ダウンタウン（夜行バス） |
| 2      | 49系統・ジョイス駅                                                 |
| 3      | 49系統・メトロタウン駅                                             |
| 4      | 15 系統・カンビー N15 系統・カンビー（夜行バス）                   |

## 隣の駅
■カナダライン
オークリッジ・41番アベニュー駅 - ランガラ・49番アベニュー駅 - マリンドライブ駅